# William mac Richard Óg Burke
William mac Richard Óg Burke (mort en 1430)  est le 3e Mac William Uachtar seigneur de Clanricard de 1423 à 1430.

## Origine
William mac Richard Óg Burke est le fils cadet de Richard Óg Burke qui meurt en 1387. Il succède à son frère aîné Ulick an Fhiona Burke comme chef du Clan Mac Wiliam 

## Règne
Son gouvernement n'est marqué selon le annales que par un événement guerrier en 1430 lorsqu'il conduit une armée avec  Mac Donough de Tirerrill,  Brian mac Domhnaill Ó Conchobhair Sligigh (1403-1440), le petit-fils de  Muircheartach mac Domhnaill O'Connor Sligo (1324-1329), dans le Conmaicne Cuile, où ils causent de grandes conflagrations, et tuent Áed, fils de  O'Connor Ruadh, et Cairbre, le fils de Brian O'Beirne; avant de rentrer chez eux triomphants.

## Postérité
William mac Richard Óg laisse un fils:
- Ricard Burke tánaiste qui meurt selon les Annales des quatre maîtres en 1466[5],[6].